# Jonathan Carlsson
Jonathan Carlsson (* 5. August 1988 in Uppsala) ist ein schwedischer Eishockeyspieler, der seit Dezember 2018 bei Mora IK in der SHL unter Vertrag steht.

## Karriere
Jonathan Carlsson begann seine Karriere als Eishockeyspieler in seiner Heimatstadt in der Jugend von Almtuna IS, in der er bis 2004 aktiv war. Anschließend wechselte der Verteidiger in die Nachwuchsabteilung von Brynäs IF, für dessen Profimannschaft er in der Saison 2006/07 sein Debüt in der Elitserien gab, wobei er in sechs Spielen ein Tor erzielte. In der folgenden Spielzeit stand der Rechtsschütze parallel für Brynäs IF, für das er in 26 Mal in der Elitserien auflief, sowie IF Björklöven aus der zweitklassigen HockeyAllsvenskan auf dem Eis, für das er in 16 Spielen fünf Scorerpunkte, darunter zwei Tore, erzielte. Daraufhin wurde er im NHL Entry Draft 2008 in der sechsten Runde als insgesamt 162. Spieler von den Chicago Blackhawks ausgewählt, blieb zunächst jedoch in Schweden. In seinem ersten kompletten Jahr bei Brynäs gab Carlsson in der Saison 2008/09 in insgesamt 59 Einsätzen eine Vorlage. 
Für die Saison 2009/10 wurde Carlsson von den Chicago Blackhawks nach Nordamerika beordert, wo er im Laufe der Spielzeit für deren Farmteams Rockford IceHogs aus der American Hockey League und Toledo Walleye aus der ECHL aktiv war. Zur folgenden Spielzeit kehrte der Schwede wieder zu Brynäs IF in die Elitserien zurück. Mit Brynäs gewann er 2012 die schwedische Meisterschaft.
Nach zwei Jahren in Nordamerika (ECHL und AHL) wechselte er während der Saison 2016/17 wieder zurück nach Europa und gewann mit dem HC Banska Bystrica den Meistertitel in der Slowakei. In der Saison 2017/18 stand er dann bei den EC Graz 99ers in der Erste Bank Eishockey Liga unter Vertrag.

### International
Für Schweden nahm Carlsson an der U20-Junioren-Weltmeisterschaft 2008 teil, bei der er mit seiner Mannschaft den zweiten Platz belegte.

## Erfolge und Auszeichnungen
- 2008 Silbermedaille bei der U20-Junioren-Weltmeisterschaft
- 2012 Schwedischer Meister mit Brynäs IF
- 2017 Slowakischer Meister mit dem HC 05 Banská Bystrica

## Karrierestatistik
(Legende zur Spielerstatistik: Sp oder GP = absolvierte Spiele; T oder G = erzielte Tore; V oder A = erzielte Assists; Pkt oder Pts = erzielte Scorerpunkte; SM oder PIM = erhaltene Strafminuten; +/− = Plus/Minus-Bilanz; PP = erzielte Überzahltore; SH = erzielte Unterzahltore; GW = erzielte Siegtore; 1 Play-downs/Relegation; Kursiv: Statistik nicht vollständig)